# Laura Alves
Laura Alves Magno (* 8. September 1921 in Lissabon, Portugal; † 6. Mai 1986 ebenda) war eine portugiesische Schauspielerin, die gemeinhin als eine der bedeutendsten Schauspielerinnen Portugals aller Zeiten gilt. Man nannte sie auch "Königin der Bühne".

## Leben
Laura Alves besuchte zunächst Tanzstunden am Conservatorio Nacional und stand im Alter von neun Jahren erstmals auf der Bühne, es folgte eine bürgerliche Ausbildung an der Escola Machado de Castro, bevor sie ab 1935 endgültig als professionelle Schauspielerin auf den Bühnen des Landes stand, vornehmlich im Teatro Monumental.
Laura Alves, die als hochtalentiert galt, feierte große Erfolge auf Portugals Theaterbühnen. Sie tanzte und sang und war in fast allen Gattungen des Theaters tätig: Komödien, Tragödien, Dramen, Operette. Dem Film und Fernsehen war sie nicht so zugeneigt, was ihr schmales Œuvre zeigt, das nur von Anfang der 1940er Jahre bis Ende der 1960er Jahre reicht und lediglich 11 Filme sowie eine Serie umfasst.
Die Schauspielerin war mit dem Theaterimpresario Vasco Morgado verheiratet und Mutter eines Sohnes.
Die legendäre Schauspielerin starb am 6. Mai 1986 mit 64 Jahren in ihrer Heimatstadt Lissabon.

## Ehrungen
In Lissabon ist eine Straße nach ihr benannt. Bereits einige Wochen nach ihrem Tode wurde die Dokumentation "Laura Alves - Evocaçao de uma atriz" gedreht und im Todesjahr 1986 ausgestrahlt. 2012, zum 85. Geburtstagsjubiläum, ehrte RTP sie mit einer neuen, wichtigen Dokumentation mit dem Titel "Laurinha".

## Filmografie
- 1941: O Pai Tirano
- 1942: O Pátio das Cantigas
- 1947: O Leão da Estrela
- 1951: Sonhar É Fácil
- 1951: Um Marido Solteiro
- 1954: O Costa de África
- 1957: Perdeu-se Um Marido
- 1963: O Baile
- 1963: O Parque Das Ilusőes
- 1965: A Menina Feia
- 1969: O Ladrão De Quem Se Fala